# カンデー・ラーオ・ガーイクワード
カンデー・ラーオ・ガーイクワード（Khande Rao Gaekwad, 1828年 - 1870年11月28日）は、西インドのグジャラート地方、ガーイクワード家の当主およびヴァドーダラー藩王国の君主（在位：1856年 - 1870年）。

## 生涯
1828年、サヤージー・ラーオ・ガーイクワード2世の三男として生まれた。
1856年11月19日、兄のガナパト・ラーオ・ガーイクワードが死亡し、弟のカンデー・ラーオが当主位および藩王位を継承した。
1870年11月28日、カンデー・ラーオは死亡し、弟のマルハール・ラーオ・ガーイクワードが当主位および藩王位を継承した。

## 人物
カンデー・ラーオは無類の宝石好きであり、19世紀の最も著名なコレクターのひとりでもあった。コレクションには129カラットのブラジル産ダイヤモンド「スター・オブ・ザ・サウス」や78.53カラットの「イングリッシュ・ドレスデン」などが知られている。
2007年4月25日、カンデー・ラーオのコレクションのひとつ「バローダ・パール」がニューヨークの宝石オークションに出品され、709万6千米ドルという天然真珠としては過去最高の価格で落札された。